# 广安里海滩

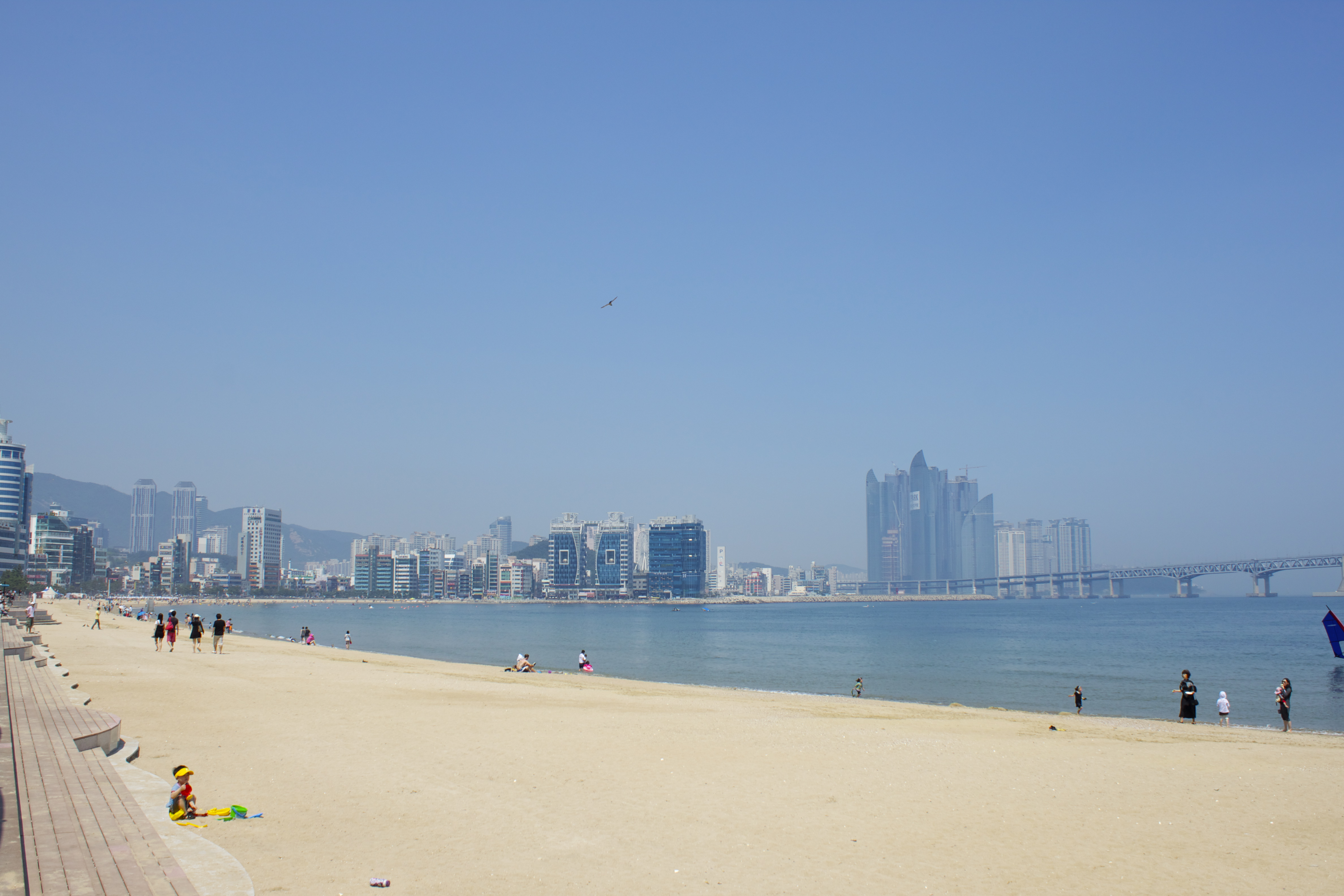
广安里海滩

广安里海滩（韓語：광안리 해수욕장）是位于韩国釜山水营区的海滨浴场，处在海雲臺海滩的西边，是釜山最受欢迎的海滩之一。
广安里海滩位于一个小海湾内，面积为82,000平方米，长1.4公里，成半月型。海湾上建有著名的广安大桥。